# 吐含山
吐含山（トハムサン、ハングル：토함산）は大韓民国慶尚北道慶州市普徳洞・仏国洞・陽北面の境界にある山。高さ745m。慶州市最高峰。新羅時代には五嶽のうちの東嶽（東岳）と呼ばれ、護国の鎮山として神聖視され、仏国寺と石窟庵が建立されている。現在は慶州国立公園の一部として代表的な場所である。

## 名称
吐含山の名前の由来には二つの説がある。
一つは、新羅の第4代王脱解尼師今に由来する。外部から移住してきた最初の王といわれる脱解尼師今が新羅に到着して最初に上がったところが吐含山であり、彼は死後吐含山の山神になったという。『三国遺事』では「脱解」を「吐解」と主に表記しているが、「吐解」と「吐含」が同じ言葉の類似表記で人名と山名になったという説である。
もう一つは景観に関するもので、東海側から入った霧や雲を呑み込んでは吐くという天候の変化の目まぐるしさに由来するという説である。

## 地形
太白山脈の山並みである海岸山脈の一山だが、海岸山脈は中央山脈の東にあり、海岸沿いの連続丘陵性山地として蔚山湾に至る。海岸山脈中、北から南に流れる洛東正脈の嶺南アルプス直前の白雲山から分かれて鵄述嶺を過ぎ、吐含山を中心かつ最高点にして、楸嶺を過ぎ虎尾串に至る約98kmの慶尚北道東海岸に沿って南北に走る山脈が兄南岐脈、吐含岐脈または吐含山脈とも呼ばれる。
山の西側には仏国寺扇狀地、北側には楸嶺、南側には東山嶺がある。慶州から甘浦に至る国道第4号線は楸嶺を通り風光明媚である。もう一つ、西南側の裾にある仏国寺から石窟庵のある頂上まで登っていく8.2kmの自動車道路もあり、同様に素晴らしい景色を見ることができる。
新羅の都徐羅伐であった慶州で一番高く、東海（日本海）に近く眺望できるため、軍事的要衝となり、護国の鎮山として神聖視されるようになった。

## 自然環境
地質は中生代白亜紀の仏国寺花崗岩となっており、古くから仏国寺ㆍ石窟庵などの石造彫刻の原料となった。本来この地域の基盤岩は、大邱層として知られる白亜紀の堆積岩類で、これに花崗岩類が貫入しており、第三紀に火山岩と堆積岩類が不整合的にこれを被覆した。慶尚盆地の白亜紀深成岩の活動を代表する仏国寺花崗岩類は典型的にカルキ - アルカリ系列と磁鉄系列の花崗岩である。韓国内有数の黄土分布地域であり、黄土の中にゼオライトを多く含んでおり、この吸着作用がこの山が霧や雲を呑み込んでは吐くと呼ばれる所以であるとみられている。
吐含山をはじめとする仏国寺境内地の森林は、主に松林が広く分布しており、寺刹境内の樹齢100年前後の松が外郭部の場合、少し若い自然状態を維持していることが報告された。
吐含山を含む慶州国立公園は、智異山に続き1968年12月31日に国内二番目の国立公園に指定され、自治体で管理していたが、2008年から国立公園管理公団が管理している。吐含山地区は慶州国立公園の8つの地区のうちの一つであり、人工性が高い他の地区に比べて703種の植物が自生するなど、生物多様性が最も高い。
1997年からは吐含山自然休養林が開場している。

## 名勝史跡
新羅時代に五嶽の内の一つ、東嶽と呼ばれ、天に祭祀（中祀）を上げた聖山として神聖視された。そのため山全体が1つの遺跡地といえるほど仏教遺跡や遺物に恵まれており、国宝に指定されたものも多い。西南中腹の古刹仏国寺と、山頂の東側の石窟庵（国宝第24号）は世界遺産に指定されており、新羅美術の最高峰・集大成である当時の仏教建築・美術を見ることができる。
仏国寺は『仏国寺古今創記』によれば540年（法興王27年）法興王の母、迎帝夫人の発願によって、『三国遺事』によれば751年（景徳王10年）金大城により創建されたとみられる寺で、本堂の前には国宝第20号の多宝塔と国宝第21号の釋迦塔（三層石塔）がある。
石窟庵は『三国遺事』によれば金大城が現世の父母のための仏国寺と合わせて、前生の父母のために建てたという。
石窟庵からは東海（日本海）までを一望でき、日の出・月の出の名所でもある。ここから見る初日の出は韓国八景の1つに数えられる。毎年新年になると一年の願いを祈る人々が集まり、登山者にとって始山祭の場所として人気である。
山中には聖火採火地があり、国家の大きな行事がある時、通常江華島の摩尼山で採火する一方で、嶺南地方では聖山であるここで行われる。

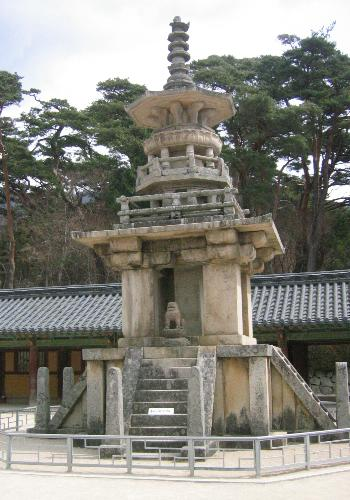
仏国寺多宝塔（国宝第20号）
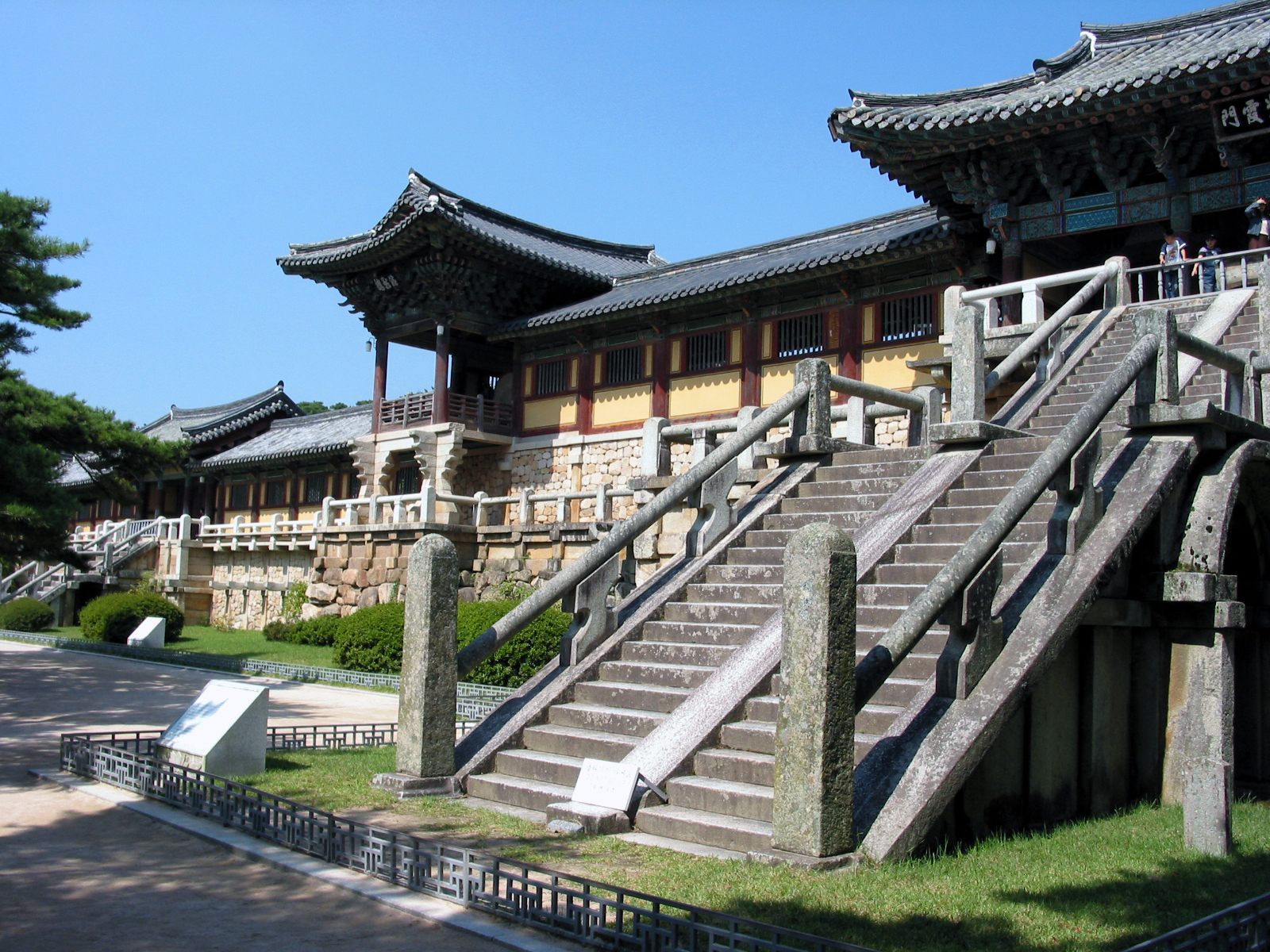
仏国寺青雲ㆍ白雲橋（国宝第23号）
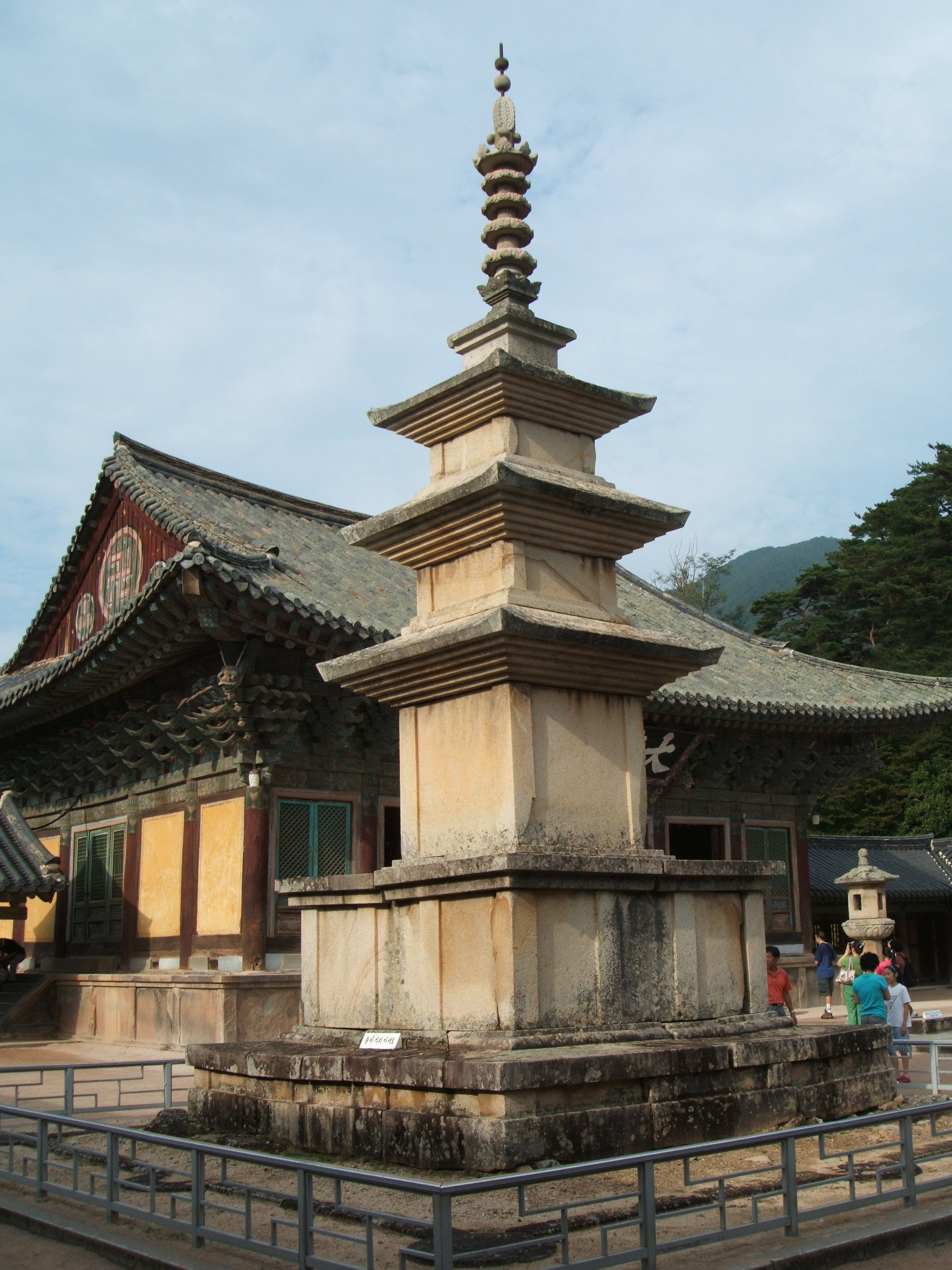
仏国寺三層石塔（朝鮮語版）（国宝第21号）
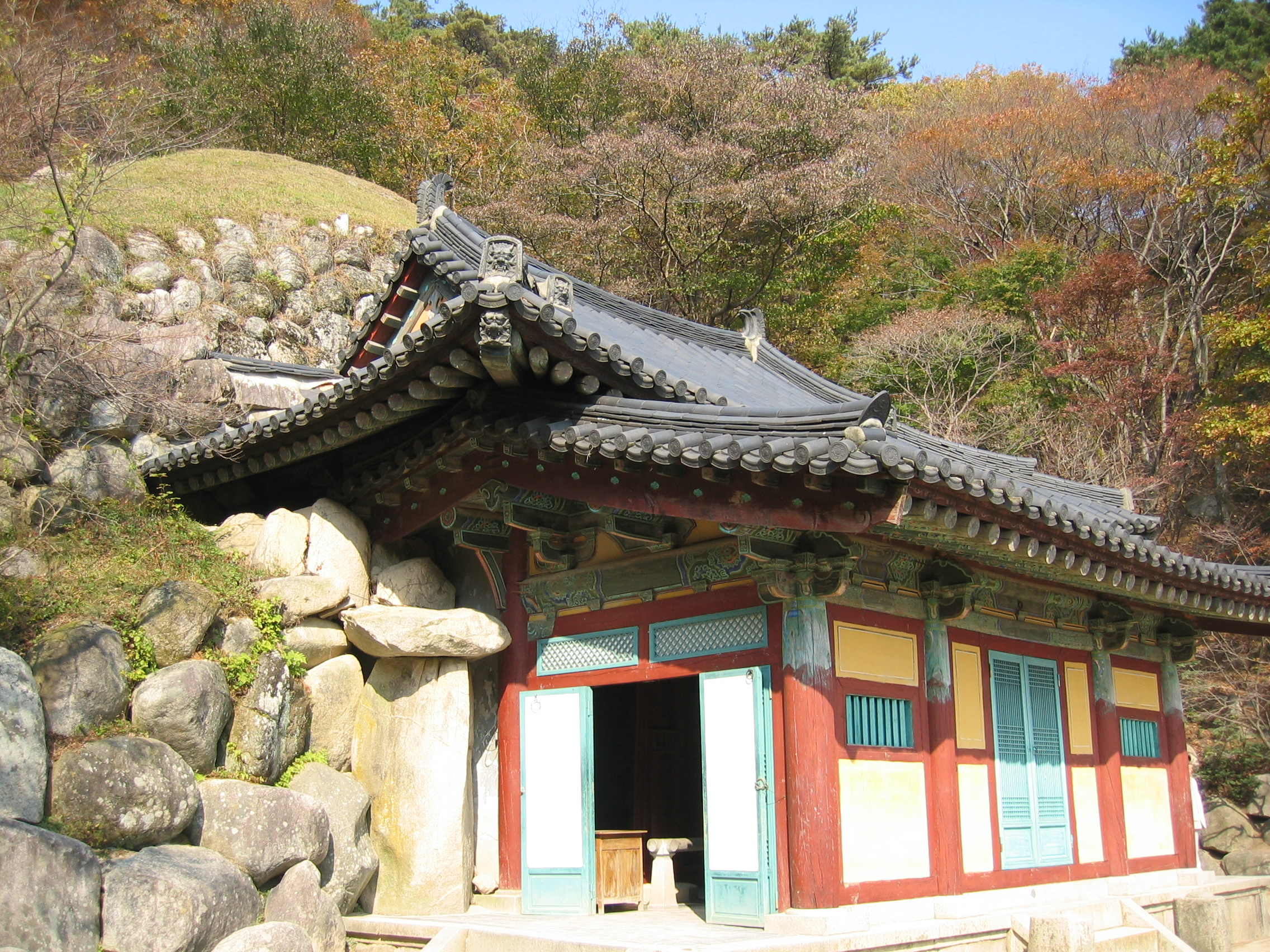
石窟庵入口
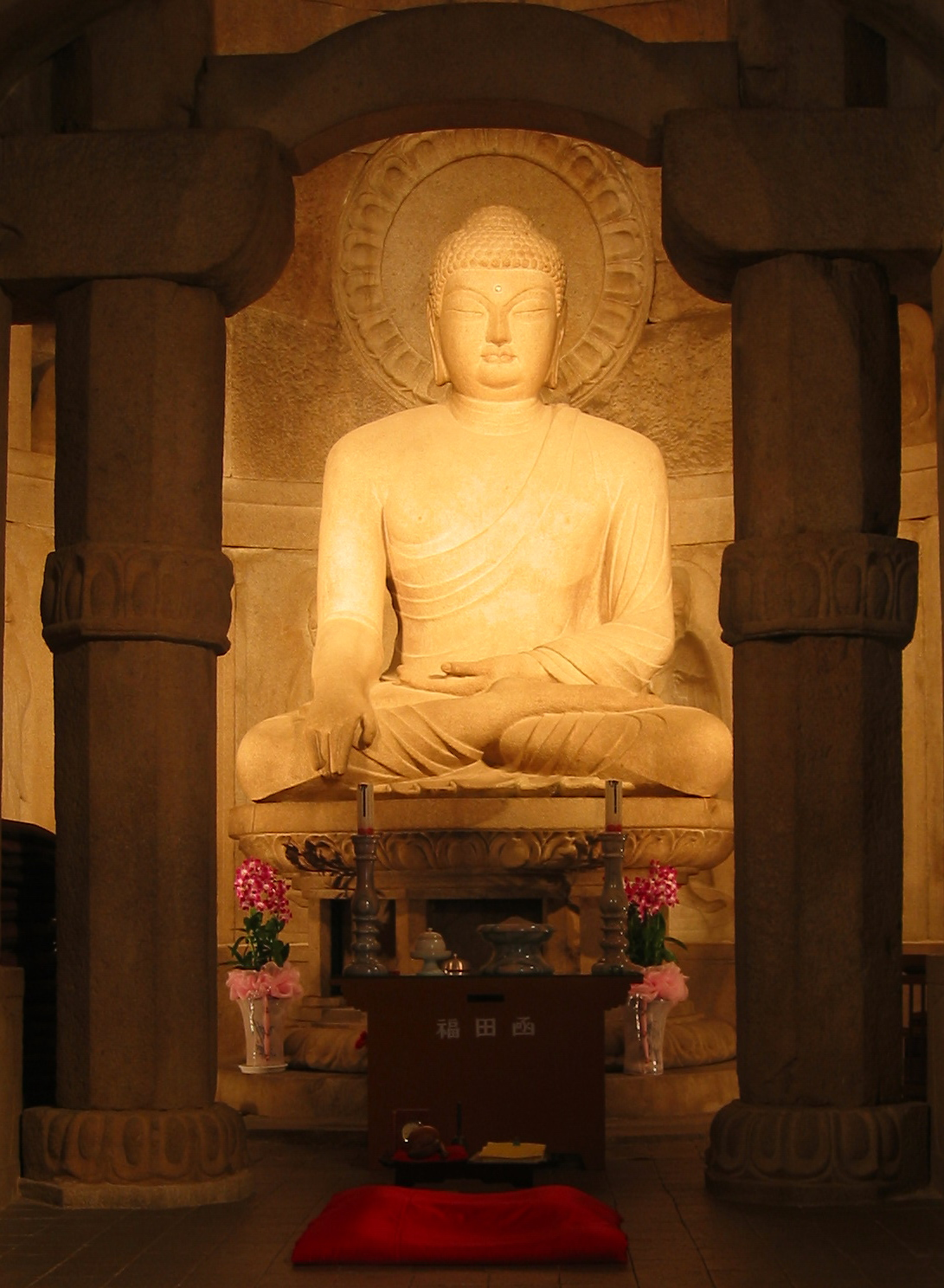
石窟庵の本尊、釈迦如来坐像
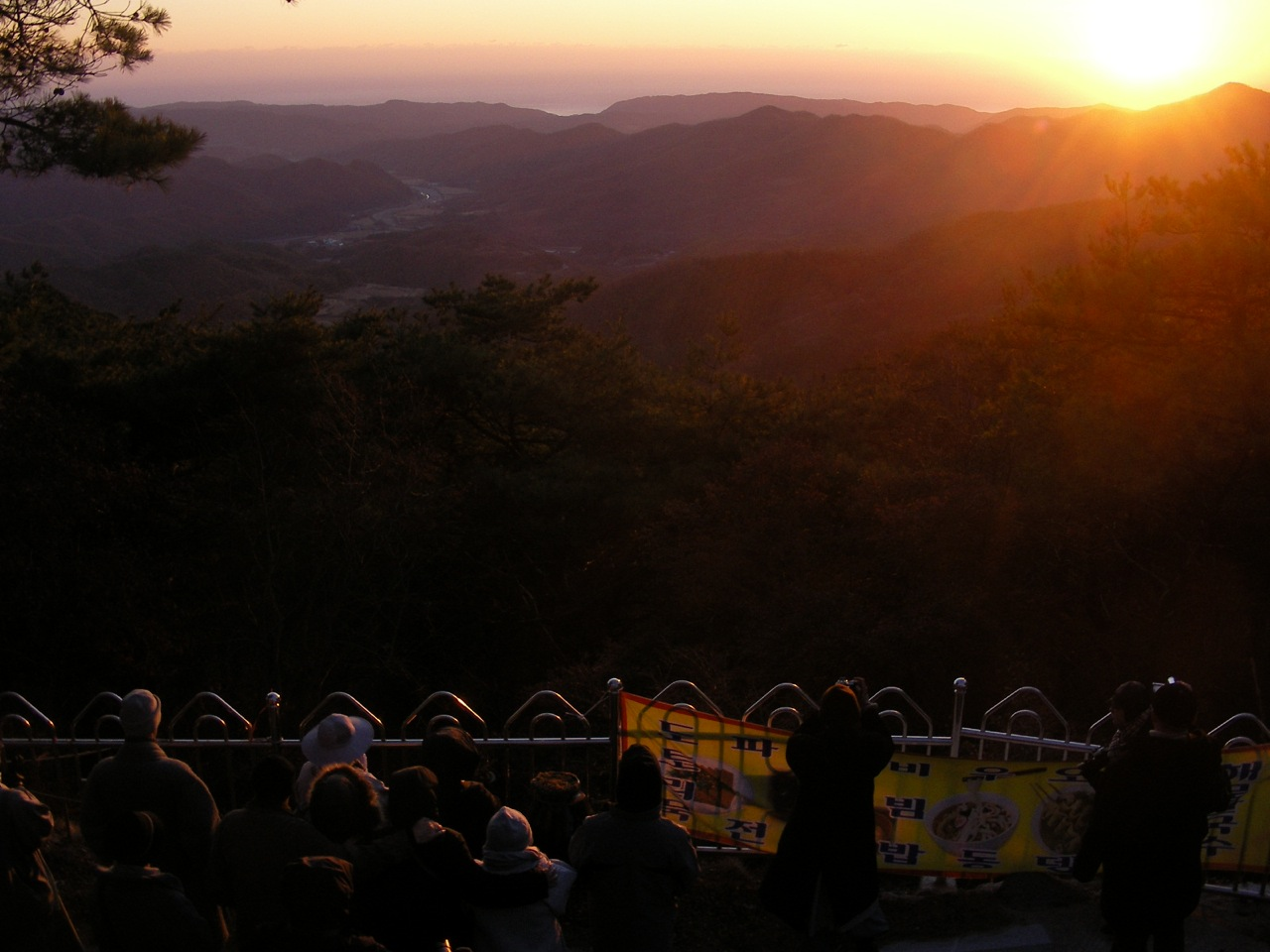
石窟庵から見る日の出